# 迪赫蒂內茨
48°3′50″N 25°2′30″E / 48.06389°N 25.04167°E

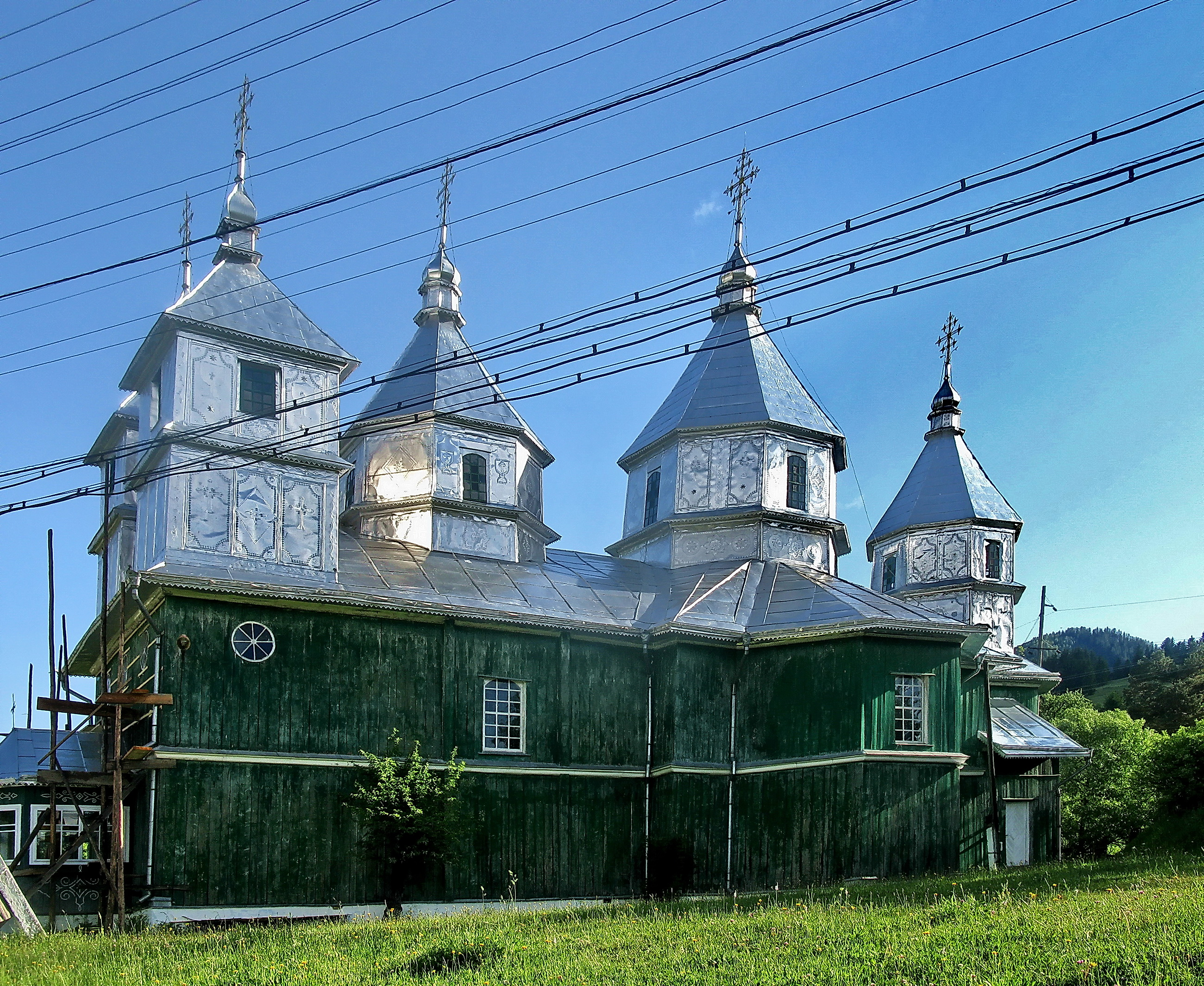
教堂

迪赫蒂內茨（烏克蘭語：Дихтинець）是位於烏克蘭西南部的村莊，由切爾諾夫策州維日尼察區的普蒂拉市镇負責管轄。該村處於普季爾卡河畔，始建於1774年，海拔高度537米，2001年人口1,003。